# 王行环
王行环（1965年8月—），男，汉族，湖北武汉人，中华人民共和国政治人物。现任武汉大学中南医院院长，教授，主任医师，博士生导师。第十四届全国政协委员。